# Anul Internațional al Astronomiei

Logo-ul Anului Internaţional al Astronomiei 2009

Anul Internațional al Astronomiei (AIA) a reprezentat aniversarea timp de un an a astronomiei, pe parcursul anului 2009, coincizând cu cea de-a 400-a aniversare a primelor observații astronomice cu o lunetă făcute de Galileo Galilei și cu publicarea lucrării Astronomia nova de către Johannes Kepler în secolul al XVII-lea. Anul a fost declarat de cea de-a 62-a Adunare Generală a ONU. Un plan internațional de acțiune, stabilit de Uniunea Astronomică Internațională (IAU), a fost de asemenea aprobat de UNESCO, organismul ONU responsabil în materie de educație, știință și cultură.
Uniunea Astronomică Internațională și UNESCO au coordonat Anul Internațional al Astronomiei în 2009.
|  | Această inițiativă este o oportunitate pentru locuitorii Pământului pentru a înțelege mai bine rolul astronomiei în îmbogățirea culturilor umane. Mai mult decât atât această propunere va servi ca o platformă pentru informarea publicului cu privire la ultimele descoperiri astronomice, punându-se accent pe rolul esențial al acesteia în educația științifică. | — UAI |

## Semnificația anului 1609
În 1609, Galileo Galilei a fost primul care a îndreptat una dintre lunetele sale către cer, făcând descoperiri importante care au schimbat concepția despre lumea înconjurătoare pentru totdeauna: munții și craterele de pe Lună, un roi de stele invizibil cu ochiul liber și sateliții lui Jupiter. În același an, Johannes Kepler a publicat opera sa, Astronomia nova, în care descrie legile fundamentale ale mișcării planetelor.
Pe 25 septembrie 1608, Hans Lippershey, un tânăr din Middelburg, a călătorit la Haga, capitala de atunci a Olandei, pentru a arăta una din invențiile sale guvernului olandez — telescopul. Cu toate că Hans nu a primit brevetul, Galileo a auzit povestea și a decis să utilizeze ceea ce era numit „sticla perspectivei olandeze” și să-l îndrepte către cer.

## Viziunea AIA 2009
Scopul AIA 2009 a fost de a ajuta oamenii să-și redescopere locul în cadrul Universului și astfel să stimuleze interesul lor pentru astronomie. Activitățile AIA 2009 au avut loc pe plan local, național, regional și internațional. Punctele de legătură naționale au fost create în fiecare țară pentru a pregăti evenimentele anului 2009. Aceste noduri vor stabili legături între astronomii profesioniști și amatori, între centrele științifice și de popularizare. Un număr de 148 de țări s-au înscris în cadrul proiectului și au participat prin desfășurarea unor activități specifice. Pentru a coordona întreg programul și oferi resurse majore pentru statele participante, UAI a înființat un Secretariat central și a lansat un site web ca fond pentru publicul larg, dar și pentru profesioniști și mass-media.

## Ținta AIA 2009
Astronomia, una dintre cele mai vechi științe, a avut de-a lungul timpului un rol important în dezvoltarea celor mai multe culturi. Anul Internațional al Astronomiei 2009 a reprezentat o sărbătoare pe plan mondial a astronomiei și a contribuțiilor sale aduse societății și culturii, stimulând interesul tuturor nu numai pentru astronomie, ci și pentru știință în general, fiind focalizată în special pe sectorul tinerilor.
|  | AIA 2009 are ca scop atât marcarea saltului care a urmat după prima folosire de către Galileo a lunetei pentru observații astronomice, cât și descrierea astronomiei ca un efort științific global pașnic care unește astronomii într-o familie internațională, multiculturală, de oameni de știință care lucrează împreună pentru a găsi răspunsuri pentru unele dintre cele mai importante întrebări pe care le-a pus vreodată omenirea. | — UAI |

Toate activitățile s-au desfășurat sub tema centrală „Descoperă Universul”.
Mai multe comisii au fost formate pentru supravegherea marii majorități a activităților AIA 2009 („astronomia pe trotuar”, evenimente în planetarii și observatoare publice), cu sedii la nivel local, regional, național. Fiecare țară a avut propriile sale inițiative și a avut în vedere evaluarea propriilor nevoi naționale, în timp ce UAI a jucat rolul de coordonator al evenimentului la scară mondială. UAI a colaborat cu toate țările implicate și s-a implicat în cât mai multe dintre eforturile prezente de educație din întreaga lume, inclusiv acelea organizate de astronomii amatori.

## Secretariatul AIA 2009
Organismul central al UAI pentru anul 2009 a fost Secretariatul, înființat pentru a coordona activitățile pe parcursul planificării, executării și evaluării AIA. Secretariatul a fost localizat la sediul Observatorului European pentru Emisfera Sudică (engleză European Southern Observatory — ESO) din orașul Garching lângă München, Germania. Secretariatul a ținut legătura cu Nodurile Naționale, Grupurile de Sarcini, partenerii și asociațiile organizaționale, mass-media și publicul larg pentru a asigura buna desfășurare la toate nivelele.
Secretariatul și site-ul web au fost cele mai importante centre coordinative și de resurse pentru toate țările implicate.

## Deschiderea oficială
Ceremonia de deschidere a avut loc în Paris, la sediul UNESCO, între 15 și 16 ianuarie 2009. Deschiderea a fost făcută de către Directorul General al UNESCO, Koïchiro Matsuura, urmat de Președintele Uniunii Astronomice Internaționale, Catherine Cesarsky, miniștri și cercetători din alte câteva țări. La acest eveniment au participat peste 900 de oameni, printre care s-au aflat și câțiva câștigători ai premiului Nobel, dar și 100 de tineri studenți, provenind din peste 100 de țări. Inaugurarea a prilejuit desfășurarea unor colocvii, conferințe, ateliere de lucru și instruire, experimente științifice și expoziții. Din partea României au participat: Magda Stavinschi (președintele Comisiei pentru Educația Astronomiei din cadrul UAI), Valentin Grigore (președintele Societății Astronomice Române de Meteori — SARM), Andrei Dorian Gheorghe (Consilier Cultural al SARM), Cătălin Mosoia (jurnalist de știință), Alexandru Tudorică (student la Facultatea de Fizică, Universitatea București și membru SARM), Victor Cărbune (student la Universitatea Politehnică din București) și Ania Țiței (studentă la Universitatea „Lucian Blaga” din Sibiu).
UAI a lansat, de asemenea, pentru acest eveniment o carte și un film care tratează istoria telescopului.
În România, lansarea Anului Internațional al Astronomiei 2009 a avut loc la Sibiu în perioada 6-9 februarie 2009. Comisia Națională a României pentru UNESCO, în colaborare cu Comitetului Român pentru Anul Internațional al Astronomiei în România, a marcat deschiderea AIA 2009 printr-un program care a activități diverse, printre care înălțarea unui balon cu heliu și lansarea unor rachete în Piața Mare din Sibiu, seminarii și conferințe publice, dar și semnarea unui protocol de colaborare între UNESCO România și Consiliile Județean și Municipal Sibiu.